# ANS Finland
Services de navigation aérienne de Finlande anglais : Air Navigation Services Finland Oy, abrégé ANS Finland) est une entreprise publique en Finlande.

## Présentation
ANS Finland est responsable de la gestion de l'utilisation de l'espace aérien en Finlande, ainsi que du contrôle du trafic aérien et des services de navigation aérienne dans 22 aéroports en Finlande.
ANS Finland est une entreprise d'État a vocation spécifique. Elle agit sous la tutelle du ministère des Transports et des Communications.
ANS Finland est également responsable de la conception et de la maintenance de l'infrastructure et des systèmes de navigation aérienne pour répondre aux exigences internationales. 
La société compte parmi ses clients les aéroports, l'aviation commerciale, l'État finlandais et l'aviation militaire, l'aviation générale et les écoles de pilotage.
Au début 2019, ANS Finland est devenue une filiale de la société publique Traffic Management Finland.